# Stictosomus semicostatus
Stictosomus semicostatus är en skalbaggsart som beskrevs av Audinet-serville 1832. Stictosomus semicostatus ingår i släktet Stictosomus och familjen långhorningar. Inga underarter finns listade i Catalogue of Life.